# Krikor II (ormiański patriarcha Konstantynopola)
Krikor II (ur. ?, zm. ?) – w latach 1601–1608, 1611–1621 oraz 1623–1626 18. ormiański Patriarcha Konstantynopola.